# De syv søstre (olieselskaber)
 For alternative betydninger, se De syv søstre. (Se også artikler, som begynder med De syv søstre)
De syv søstre er en term, der blev brugt i 1950'erne om de syv olieselskaber, der var blevet etableret efter opdelingen af det amerikanske selskab Standard Oil i 1911, og udtrykket blev navngivet af den italienske entreprenør Enrico Mattei.
Opdelingen af Standard Oil var et resultat af den første amerikanske antimonopol-lovgivning, Sherman Antitrust Act, fra 1890.
Med deres monopollignende kontrol over olieproduktion, -raffinering og
-distribution havde de syv søstre mulighed for store indtjeninger i forbindelse med den kraftigt stigende efterspørgsel på olie og olieprodukter. De syv søstres organisation og kartellignende samarbejde gjorde dem i stand til at få gennemtrumfet en lang række fordelagtige aftaler med tredjeverdenslande. Det var først da de arabiske lande begyndte at få kontrol over oliepriser og -produktion at de syv søstres indflydelse faldt.
De syv søstre var:
1. Standard Oil of New Jersey (Esso). Dette blev senere til Exxon og nu ExxonMobil.
2. Royal Dutch Shell
3. Anglo-Persian Oil Company (APOC). Dette blev senere til British Petroleum, så til BP-Amoco efter en fusion med Amoco (Amoco var det tidligere Standard Oil, Indiana). Selskabet hedder nu BP
4. Standard Oil of New York (Socony). Dette blev til Mobil, der fusionerede med Exxon i ExxonMobil.
5. Texaco. Texaco fusionerede senere med Chevron og blev til ChevronTexaco fra 2001 til 2005, hvor navnet igen blev til Chevron.
6. Standard Oil of California (Socal). Dette blev til Chevron.
7. Gulf Oil. Det meste af Gulf Oil blev en del af Chevron, men mindre dele af selskabet blev en del af BP og Cumberland Farms.

I primo 2017 var kun ExxonMobil, Chevron, Shell og BP stadig i funktion.